# Tablis
Tablis oder Tablae war eine römische Siedlung in der Provinz Germania Inferior an der Straße von Ulpia Noviomagus Batavorum (Nijmegen) nach Lugdunum Batavorum (Katwijk). In der heutigen Landesgliederung ist der Ort in der niederländischen Provinz Südholland zu suchen.

## Quellen

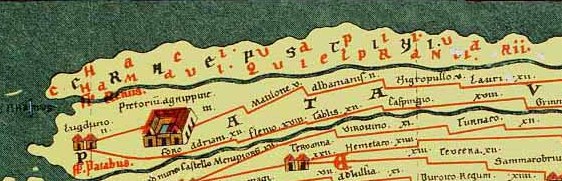
Tablis auf der Tabula Peutingeriana

## Lokalisierungsversuche
Abgesehen von der Erwähnung auf der Peutinger-Karte wurden bisher keine konkreten archäologischen oder historischen Hinweise auf die Lage von Tablis gefunden. Der französische Kartograph Jean-Baptiste Bourguignon d’Anville aus dem 18. Jahrhundert vermutete Tablis aufgrund der Namensähnlichkeitin Oud-Alblas. In Oud-Alblas wurden in der Tat Spuren römischer Besiedlung gefunden, ebenso wie mögliche Reste einer römischen Straße. Eine alternative Hypothese ist, dass Tablis in der Nähe von Mijnsheerenland lag. Diese Theorie basiert hauptsächlich auf der Annahme, dass Caspingium, das von Bourguignon d’Anville in Asperen vermutet worden war, in der Nähe der Maas, möglicherweise im heutigen Biesbosch, angesiedelt gewesen sein sollte. Ausgehend von dieser Theorie hätte Tablis weiter südlich, am Zusammenfluss von Striene (möglicherweise ein alter Zweig der Schelde und Maas), liegen sollen. Auffällig ist jedoch, dass die Entfernung auf der Peutinger-Karte nicht der Entfernung zwischen Vlaardingen und entweder Oud-Alblas oder Mijnsheerenland entspricht. Der einzige Ort, der noch in Frage käme, wäre Alblasserdam. Auch dort wurde eine römische Siedlung gefunden.